# 安城市 (日本)
安城市（日语：／ Anjō shi */?）為位于日本愛知縣中部西三河地方的行政區劃，轄區位於岡崎平原中，南側以矢作川為界，主要市區位於北部安城車站周邊區域。
與位於西三河地區的大多數城市相同，汽車產業是知立市的主要產業，在市內設有生產據點相關產業包括：牧田、中央精機、爱信精机、電裝、電裝電子、豐田自動織機、愛三工業、倉敷紡績、NICHIBAN、日水、森永製菓、山崎麵包。
此外，安城市同時也是愛知縣內農業的主要區域之一，主要的農產品包括水稻、小麥、大豆、黃瓜、無花果、梨。
日本女子籃球聯盟中由愛信精機支持的愛信飛翼，以及日本壘球JD聯盟中由電裝支持的電裝閃亮飛馬都是以安城市為據點。

## 人口
在1906年安城町剛成立之時，靠著紡織工業的發展，安城町的人口已超過1萬5千人，人口數在當時在全愛知縣的行政區劃中排名第六，此後又先後靠著二次大戰期間的軍需工業、戰後的汽車產業，讓本地人口持續成長。
| 安城市人口分布圖 |                                               |  |
| 安城市與日本全國年齡別人口分布比較圖 （2005年資料） | 安城市的年齡、男女別人口分布圖 （2005年資料） |  |
| ■紫色是安城市 ■綠色是全国 | ■藍色是男性 ■紅色是女性                       |  |
| 安城市人口變化 \| 1970年 \| 94,307人 \| \| \| 1975年 \| 111,047人 \| \| \| 1980年 \| 123,843人 \| \| \| 1985年 \| 133,059人 \| \| \| 1990年 \| 142,251人 \| \| \| 1995年 \| 149,464人 \| \| \| 2000年 \| 158,824人 \| \| \| 2005年 \| 170,250人 \| \| \| 2010年 \| 178,691人 \| \| \| 2015年 \| 184,140人 \| \| \| 2020年 \| 187,990人 \| \| |                                               |  |
| 資料來源：日本總務省統計中心提供之人口普查數據 |                                               |  |
| 1970年 | 94,307人                                      |  |
| 1975年 | 111,047人                                     |  |
| 1980年 | 123,843人                                     |  |
| 1985年 | 133,059人                                     |  |
| 1990年 | 142,251人                                     |  |
| 1995年 | 149,464人                                     |  |
| 2000年 | 158,824人                                     |  |
| 2005年 | 170,250人                                     |  |
| 2010年 | 178,691人                                     |  |
| 2015年 | 184,140人                                     |  |
| 2020年 | 187,990人                                     |  |

## 歷史
過去在令制國時代屬於三河國碧海郡，大約在11世紀前屬於志貴莊，在11世紀至12世紀期間建立了安城古城，並成為統治此區域的中心，直到15世紀中被新建的安祥城取代；安祥城後來也成為松平氏一支的主要據點，因而被稱為「安祥松平氏」，後來在17世紀建立德川幕府的德川家康即出身自此族。在16世紀中德川家康崛起初期與一向宗之間的三河一向一揆期間，一向宗則是以此地的本證寺作為主要據點。
在此時期本地的地名在維持相同日文發音下，曾用過多個不同的漢字「安祥」、「安靜」、「安詳」、「安城」。
在17世紀江戶時代後，現在轄區東部的大部分區域成為岡崎藩的領地，由於此地為德川家康發跡初期的主要據點，因此其餘地區被零碎的切分為諸多譜代大名或直屬旗本的領地，包括福島藩、西端藩、川越藩、西尾藩、沼津藩在此都有領地。
19世紀末明治維新後，原屬旗本的領地先被劃屬三河裁判所，後又改設為三河縣，但之後又隨著三河縣的廢除被拆分給重原藩和靜岡藩；在實施廢藩置縣後，原屬各藩的區域則分別改隸屬岡崎縣、重原縣、西端縣、靜岡縣，1871年的第一次府縣整併後，隨著全部原屬三河國的區域一同整併至新設立的額田縣，但在1972年又隨著額田縣被併入愛知縣。
1889年日本實施町村制，現在的安城市轄區在當時分屬根崎村、東端村、高棚村、和泉村、城入村、三川村、小川村、櫻井村、古井村、赤松村、福釜村、箕輪村、野田村、長崎村、安城村、平貴村、藤野村、志貴村、里村、今村共二十個行政區劃；此區域中最初並無規模較大的城鎮，在1891年鐵道廳在安城村設立安城車站後，站前區域因此開始發展，才成為此區域的主要聚落。
1906年愛知縣進行町村整併，安城村與周邊的八個村和併為新設置的安城町，東南部區域整併為新設置的櫻井村，西南部區域和西區則分別整併為明治村和依佐美村。
1910年代起，本地由於開始發展紡織產業帶動了人口的成長，1940年代由於戰爭因素也開始有軍需產業的進入，也由於鄰近明治航空基地讓市區在戰爭期間遭遇多次的空襲。
二次大戰結束後，安城町在1952年改制為安城市，1955年位於西側和西南側的依佐美村及明治村也在重新整併後有部分區域被劃入安城市，東南側的櫻井村在1956年升格為櫻井町後，最終在1967年也被併入安城市。

### 變遷表
| 1889年10月1日           | 1889年 - 1944年         | 1889年 - 1944年             | 1945年 - 1954年             | 1955年 - 1989年           | 1955年 - 1989年            | 1989年 - 現在              | 現在                       |
| ----------------------- | ----------------------- | --------------------------- | --------------------------- | ------------------------- | -------------------------- | -------------------------- | -------------------------- |
| 長崎村                  | 長崎村                  | 1906年5月1日 合併為知立町   | 1906年5月1日 合併為知立町   | 1906年5月1日 合併為知立町 | 1970年12月1日 改制為知立市 | 1970年12月1日 改制為知立市 | 1970年12月1日 改制為知立市 |
| 長崎村                  | 長崎村                  |                             | 1952年5月5日 改制為安城市   | 1952年5月5日 改制為安城市 | 1952年5月5日 改制為安城市  | 安城市                     | 安城市                     |
| 古井村                  | 古井村                  | 1906年5月1日 合併為安城町   | 1952年5月5日 改制為安城市   | 1952年5月5日 改制為安城市 | 1952年5月5日 改制為安城市  | 安城市                     | 安城市                     |
| 赤松村                  |                         | 1906年5月1日 合併為安城町   | 1952年5月5日 改制為安城市   | 1952年5月5日 改制為安城市 | 1952年5月5日 改制為安城市  | 安城市                     | 安城市                     |
| 福釜村                  |                         | 1906年5月1日 合併為安城町   | 1952年5月5日 改制為安城市   | 1952年5月5日 改制為安城市 | 1952年5月5日 改制為安城市  | 安城市                     | 安城市                     |
| 箕輪村                  |                         | 1906年5月1日 合併為安城町   | 1952年5月5日 改制為安城市   | 1952年5月5日 改制為安城市 | 1952年5月5日 改制為安城市  | 安城市                     | 安城市                     |
| 安城村                  |                         | 1906年5月1日 合併為安城町   | 1952年5月5日 改制為安城市   | 1952年5月5日 改制為安城市 | 1952年5月5日 改制為安城市  | 安城市                     | 安城市                     |
| 平貴村                  |                         | 1906年5月1日 合併為安城町   | 1952年5月5日 改制為安城市   | 1952年5月5日 改制為安城市 | 1952年5月5日 改制為安城市  | 安城市                     | 安城市                     |
| 里村                    |                         | 1906年5月1日 合併為安城町   | 1952年5月5日 改制為安城市   | 1952年5月5日 改制為安城市 | 1952年5月5日 改制為安城市  | 安城市                     | 安城市                     |
| 今村                    |                         | 1906年5月1日 合併為安城町   | 1952年5月5日 改制為安城市   | 1952年5月5日 改制為安城市 | 1952年5月5日 改制為安城市  | 安城市                     | 安城市                     |
| 三川村                  | 三川村                  | 1906年5月1日 合併為櫻井村   | 1906年5月1日 合併為櫻井村   | 1956年6月5日 改制為櫻井町 | 1967年4月1日 併入安城市    | 安城市                     | 安城市                     |
| 小川村                  |                         | 1906年5月1日 合併為櫻井村   | 1906年5月1日 合併為櫻井村   | 1956年6月5日 改制為櫻井町 | 1967年4月1日 併入安城市    | 安城市                     | 安城市                     |
| 櫻井村                  |                         | 1906年5月1日 合併為櫻井村   | 1906年5月1日 合併為櫻井村   | 1956年6月5日 改制為櫻井町 | 1967年4月1日 併入安城市    | 安城市                     | 安城市                     |
| 藤野村                  | 藤野村                  | 1906年5月1日 合併為櫻井村   | 1906年5月1日 合併為櫻井村   | 1956年6月5日 改制為櫻井町 | 1967年4月1日 併入安城市    | 安城市                     | 安城市                     |
| 藤野村                  | 1891年9月8日 志賀須香村 | 1906年5月1日 合併為矢作町   | 1906年5月1日 合併為矢作町   | 1955年4月1日 併入岡崎市   | 1955年4月1日 併入岡崎市    | 1955年4月1日 併入岡崎市    | 1955年4月1日 併入岡崎市    |
| 下重原村                | 1891年11月28日 重原村   | 1906年5月1日 合併為刈谷町   | 1950年4月1日 改制為刈谷市   | 1950年4月1日 改制為刈谷市 | 刈谷市                     | 刈谷市                     | 刈谷市                     |
| 下重原村                | 1891年11月28日 半高村   | 1906年5月1日 合併為依佐美村 | 1906年5月1日 合併為依佐美村 | 1955年4月1日 併入刈谷市   | 刈谷市                     | 刈谷市                     | 刈谷市                     |
| 小垣江村                |                         | 1906年5月1日 合併為依佐美村 | 1906年5月1日 合併為依佐美村 | 1955年4月1日 併入刈谷市   | 刈谷市                     | 刈谷市                     | 刈谷市                     |
| 野田村                  |                         | 1906年5月1日 合併為依佐美村 | 1906年5月1日 合併為依佐美村 |                           | 刈谷市                     | 刈谷市                     | 刈谷市                     |
| 1955年4月1日 併入安城市 |                         | 1906年5月1日 合併為依佐美村 | 1906年5月1日 合併為依佐美村 |                           |                            |                            |                            |
| 高棚村                  | 高棚村                  | 1906年5月1日 合併為依佐美村 | 1906年5月1日 合併為依佐美村 |                           |                            |                            |                            |
| 高棚村                  | 1890年10月20日 榎前村   | 1906年5月1日 合併為明治村   | 1906年5月1日 合併為明治村   |                           |                            |                            |                            |
| 根崎村                  |                         | 1906年5月1日 合併為明治村   | 1906年5月1日 合併為明治村   |                           |                            |                            |                            |
| 東端村                  |                         | 1906年5月1日 合併為明治村   | 1906年5月1日 合併為明治村   |                           |                            |                            |                            |
| 和泉村                  |                         | 1906年5月1日 合併為明治村   | 1906年5月1日 合併為明治村   |                           |                            |                            |                            |
| 城入村                  |                         | 1906年5月1日 合併為明治村   | 1906年5月1日 合併為明治村   |                           |                            |                            |                            |
| 米津村                  | 米津村                  | 1906年5月1日 合併為明治村   | 1906年5月1日 合併為明治村   | 1955年4月1日 併入西尾市   | 1955年4月1日 併入西尾市    | 1955年4月1日 併入西尾市    | 1955年4月1日 併入西尾市    |
| 西端村                  | 西端村                  | 1906年5月1日 合併為明治村   | 1906年5月1日 合併為明治村   | 1955年4月1日 併入碧南市   | 1955年4月1日 併入碧南市    | 1955年4月1日 併入碧南市    | 1955年4月1日 併入碧南市    |

## 交通

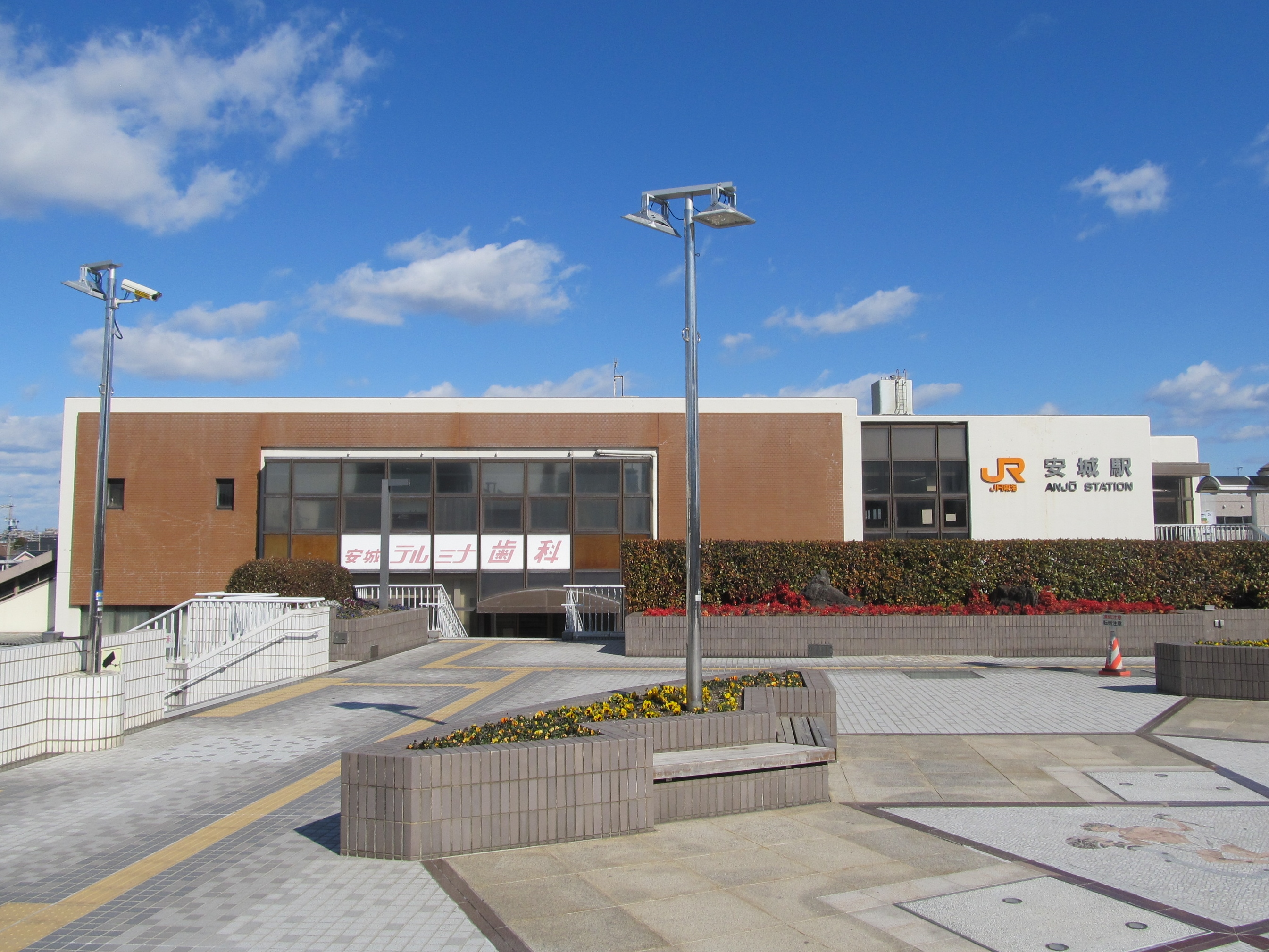
安城車站

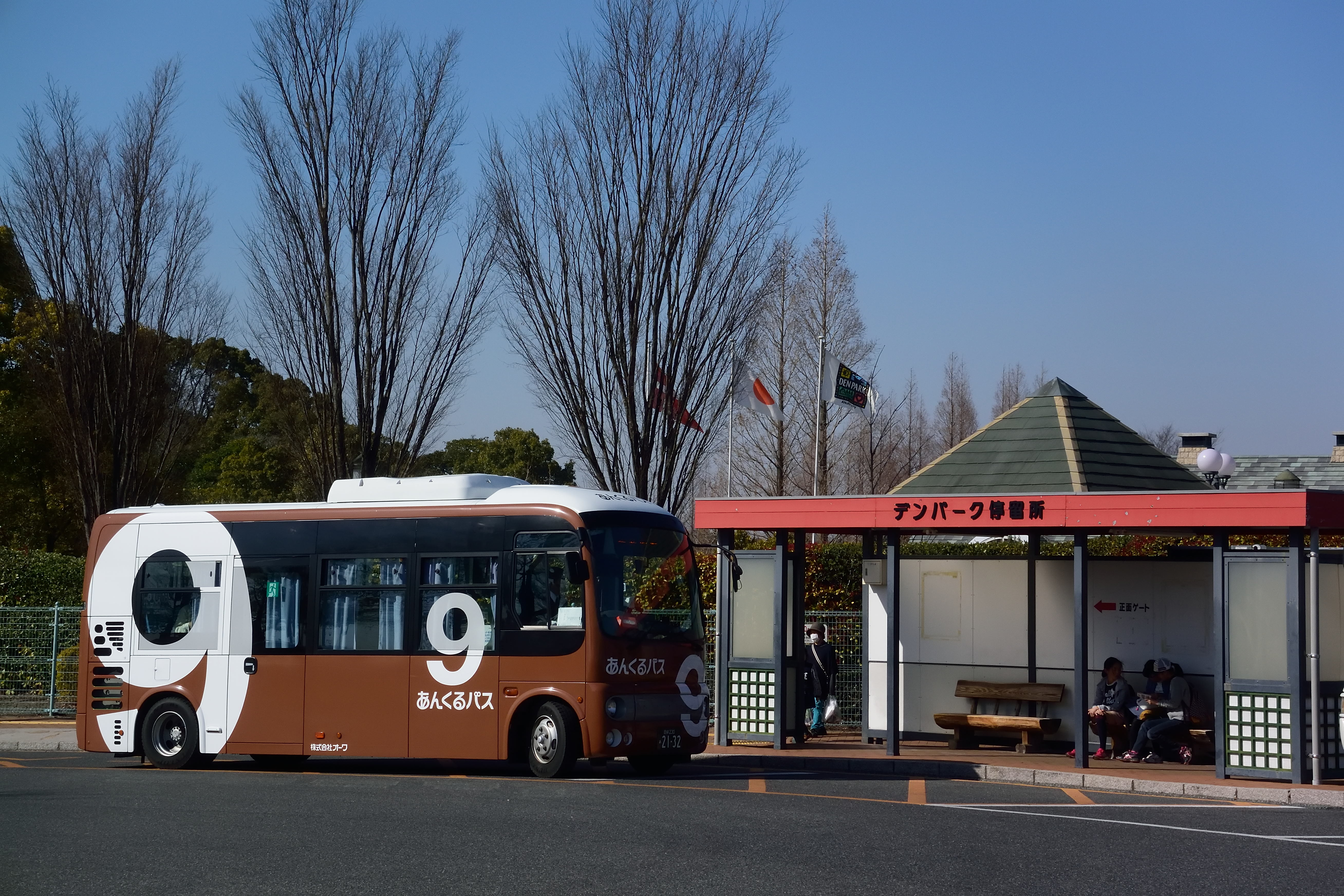
安KURI巴士

東海旅客鐵道的東海道新幹線及東海道本線分別自市中心的南側及北側通過，東海道本線的安城車站則是市中心的主要車站，而新幹線在與東海道本線交會處設有三河安城車站，讓旅客可在此進行轉乘；如經由新幹線，可在十五分鐘內抵達名古屋車站，不藉由新幹線也可在半小時內抵達。
名古屋鐵道的名鐵本線則是自轄區北部通過，其主要車站為新安城車站，並有分出西尾線往南，經過市中心的東側後可再往南至西尾市；過去曾有安城支線可從西尾線接至安城車站，不過此段鐵路已在1961年停止營用，改由客運替代。
轄區內基本上並無高速公路通過，僅有伊勢灣岸自動車道約有三百公尺的路在轄區最北端段通過，但須至豐田市內的豐田南交流道才能進入高速公路。
屬於名古屋鐵道旗下的名鐵巴士以JR安城車站為中心，開設有可連結新安城車站和岡崎市市中心的客運路線；安城市政府委託經營的安KURI巴士同樣也是以JR安城車站為中心，開設了多條連結市內各地的路線。

### 鐵路
東海旅客鐵道
- 東海道新幹線：（←岡崎市） - 三河安城車站 - （知立市→）
- 東海道本線：（←岡崎市） - 安城車站 - 三河安城車站 - （刈谷市→）

名古屋鐵道
- 名古屋本線：（←岡崎市） - 新安城車站 - （知立市→）
- 西尾線：新安城車站 - 北安城車站 - 南安城車站 - 碧海古井車站 - 堀內公園車站 - 櫻井車站 - 南櫻井車站 - （西尾市）

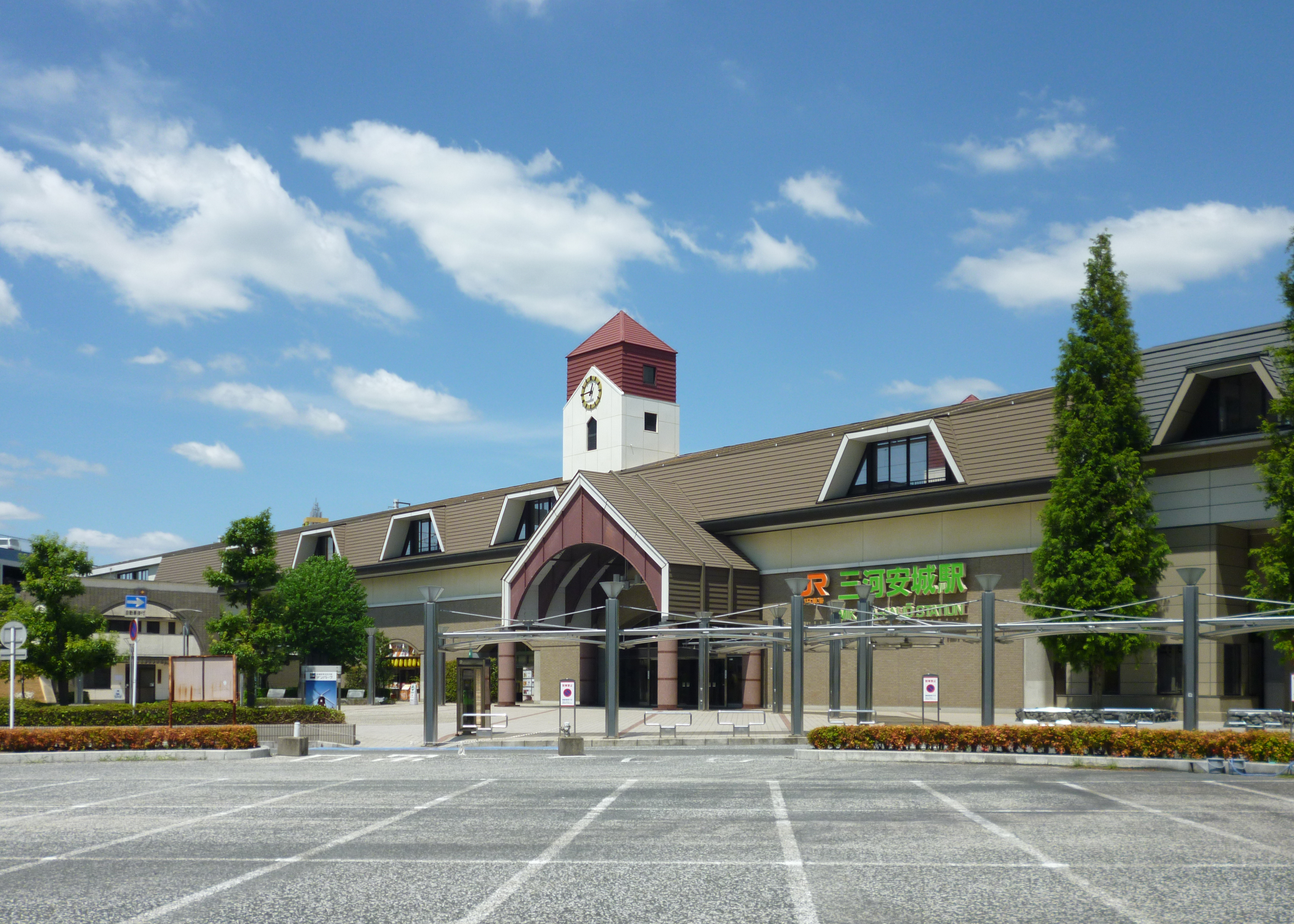
三河安城車站新幹線南口
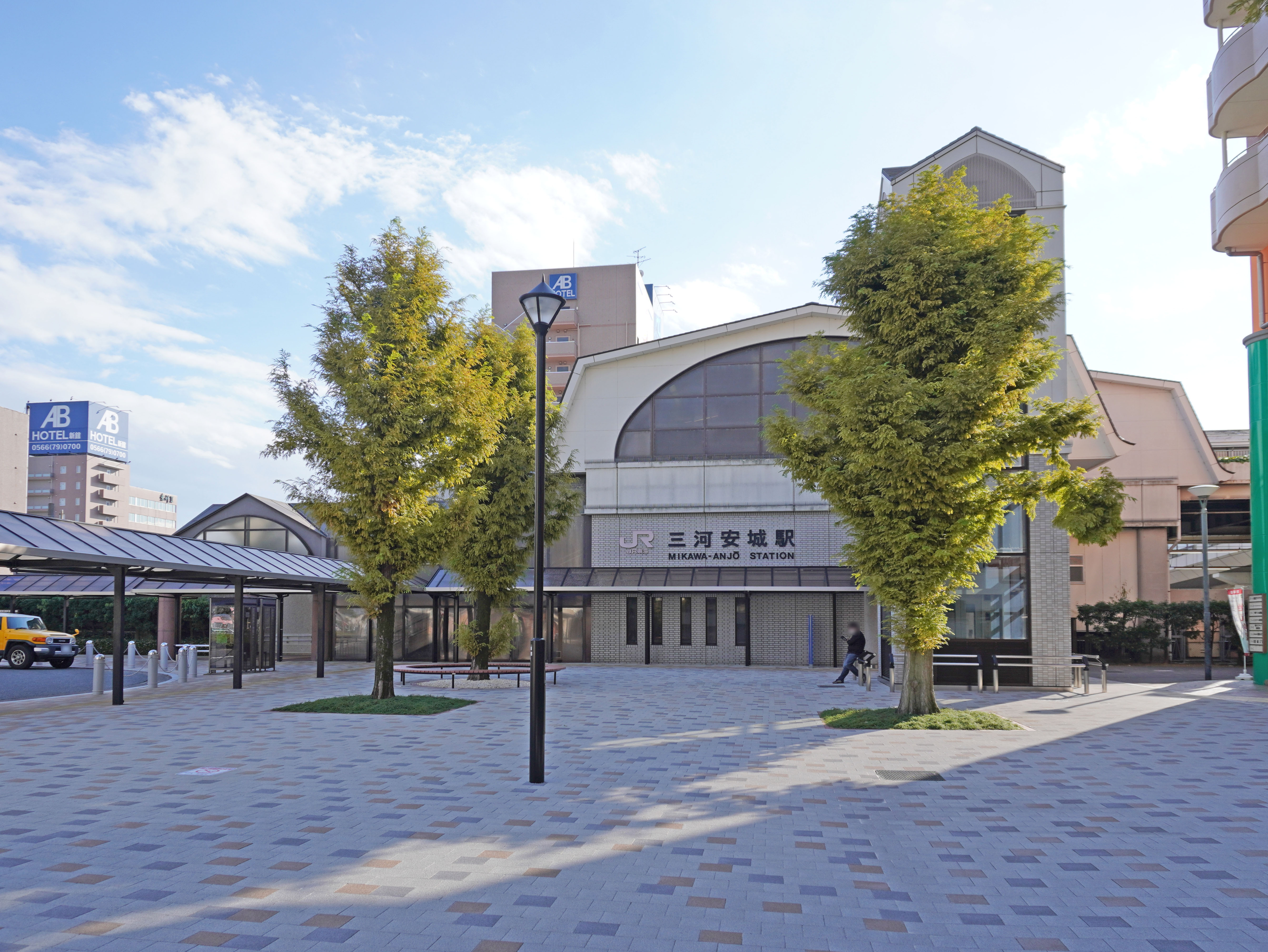
三河安城車站在來線北口
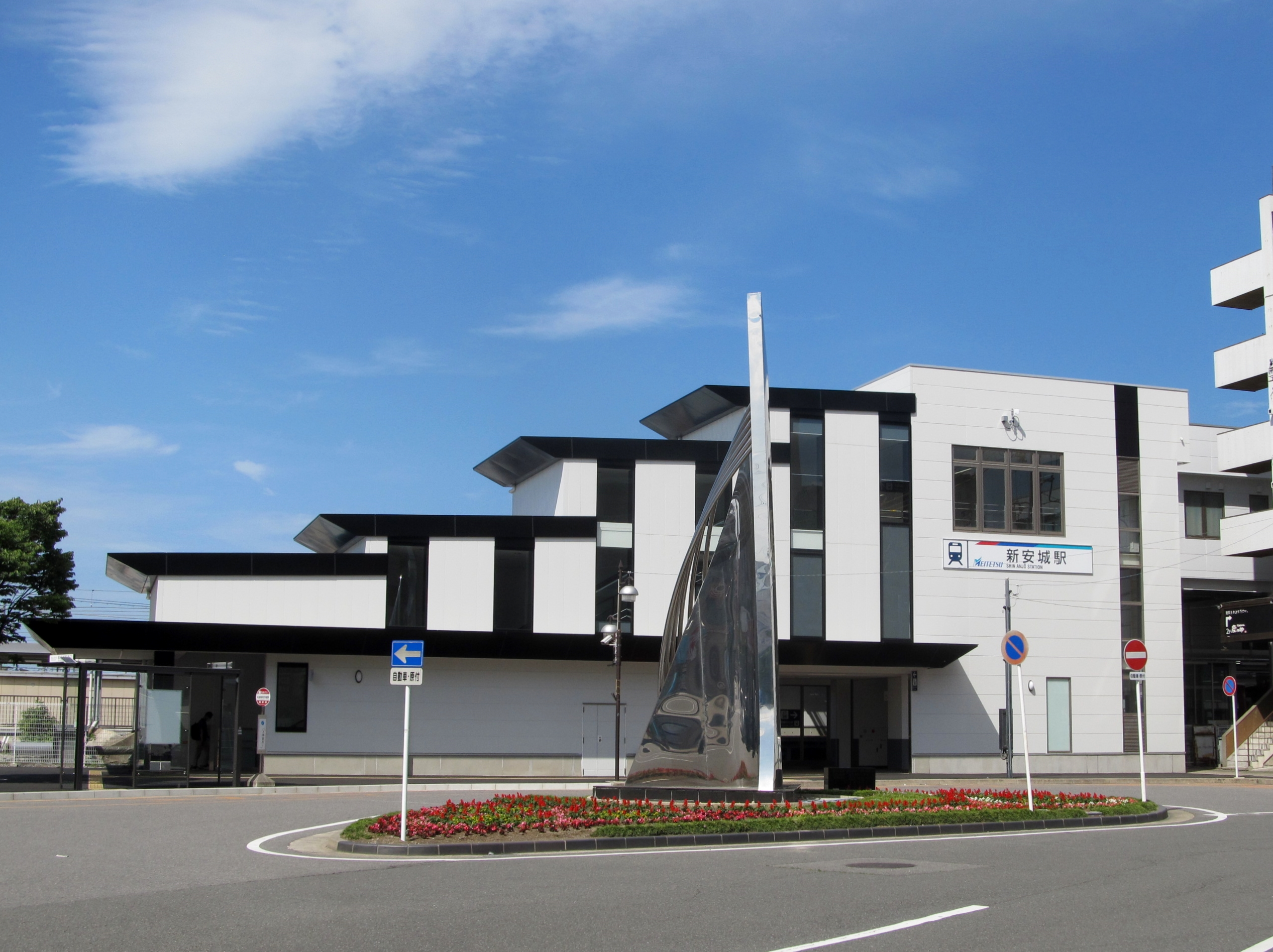
新安城車站南口
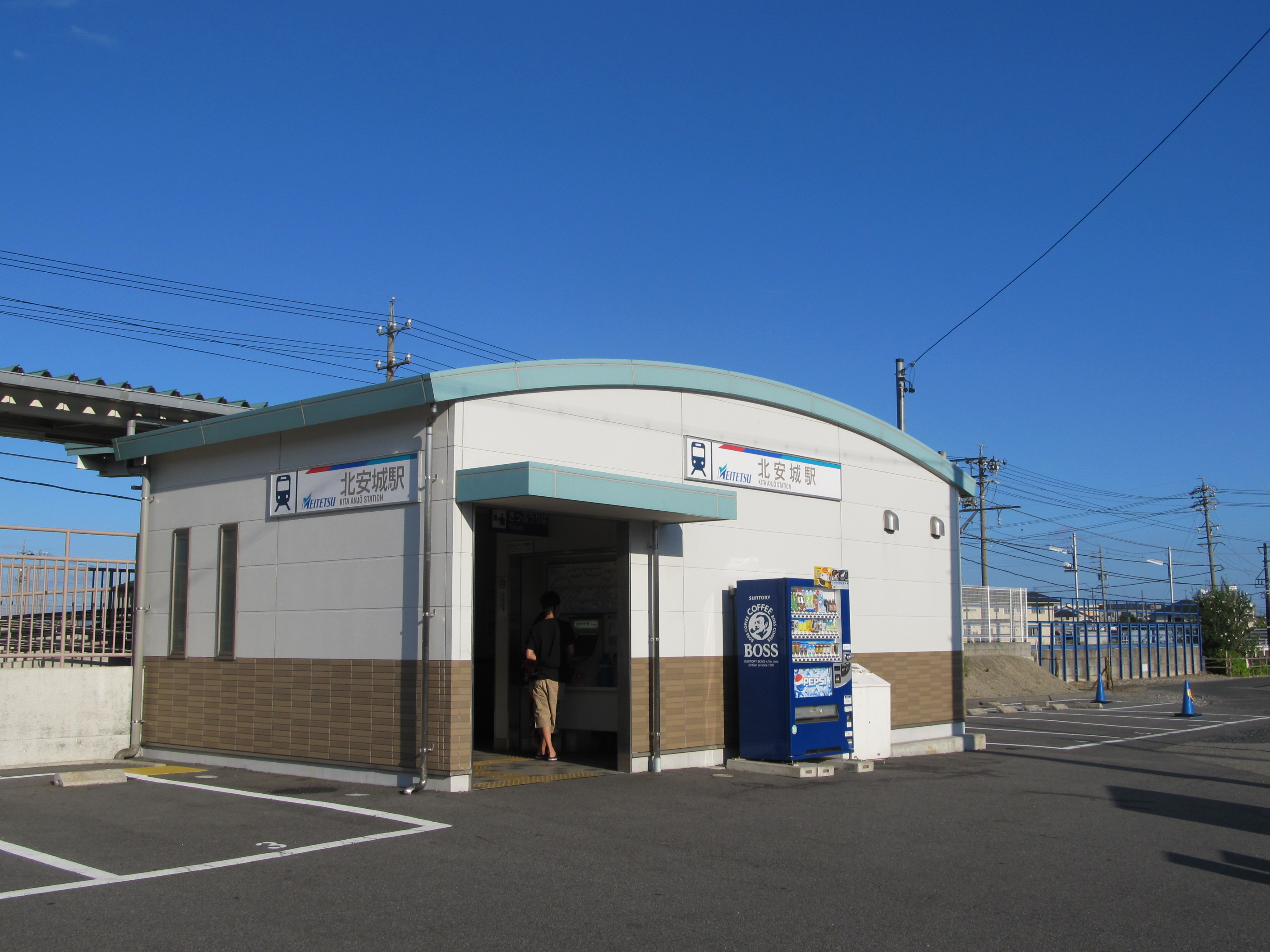
北安城車站
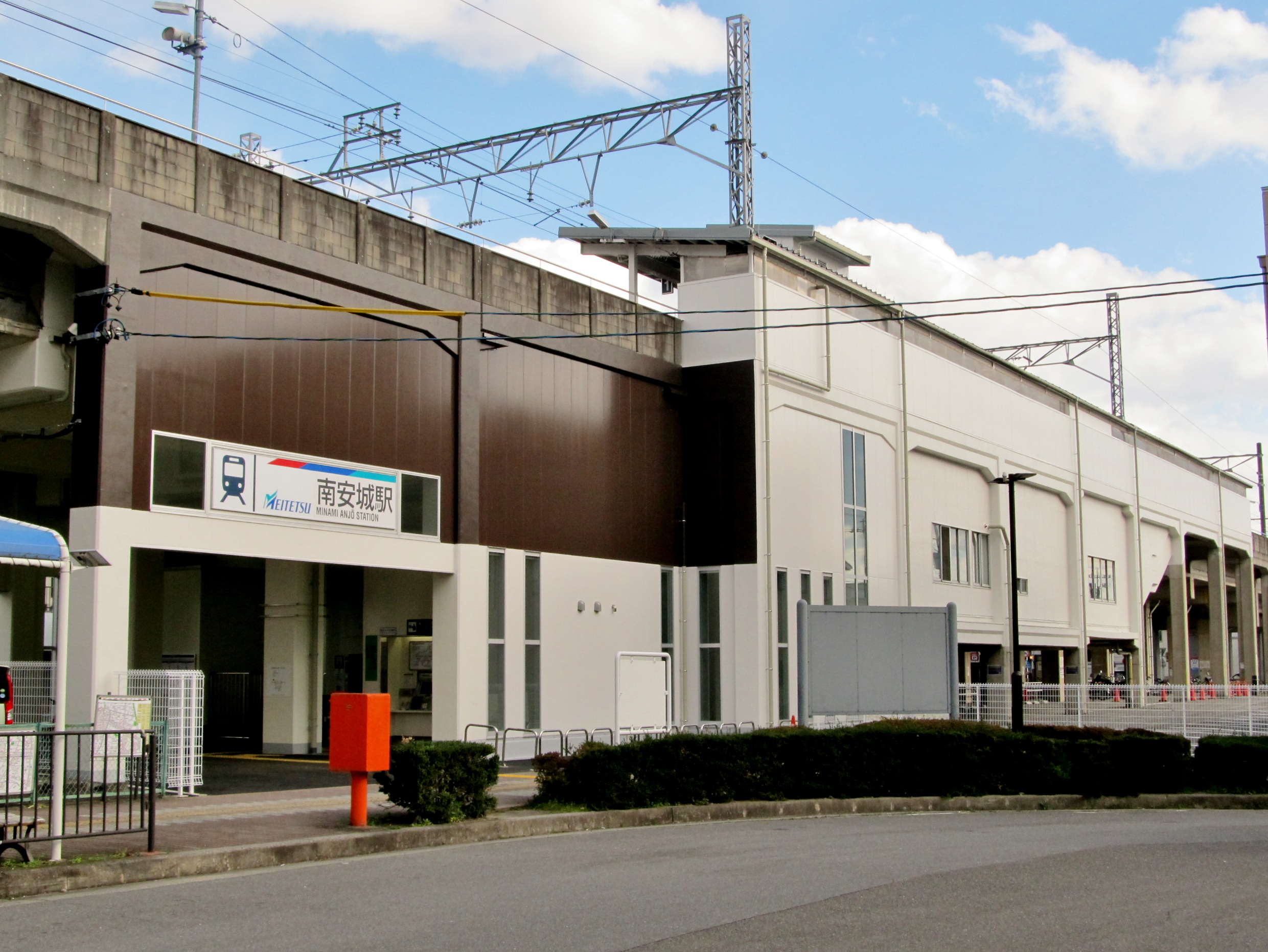
南安城車站
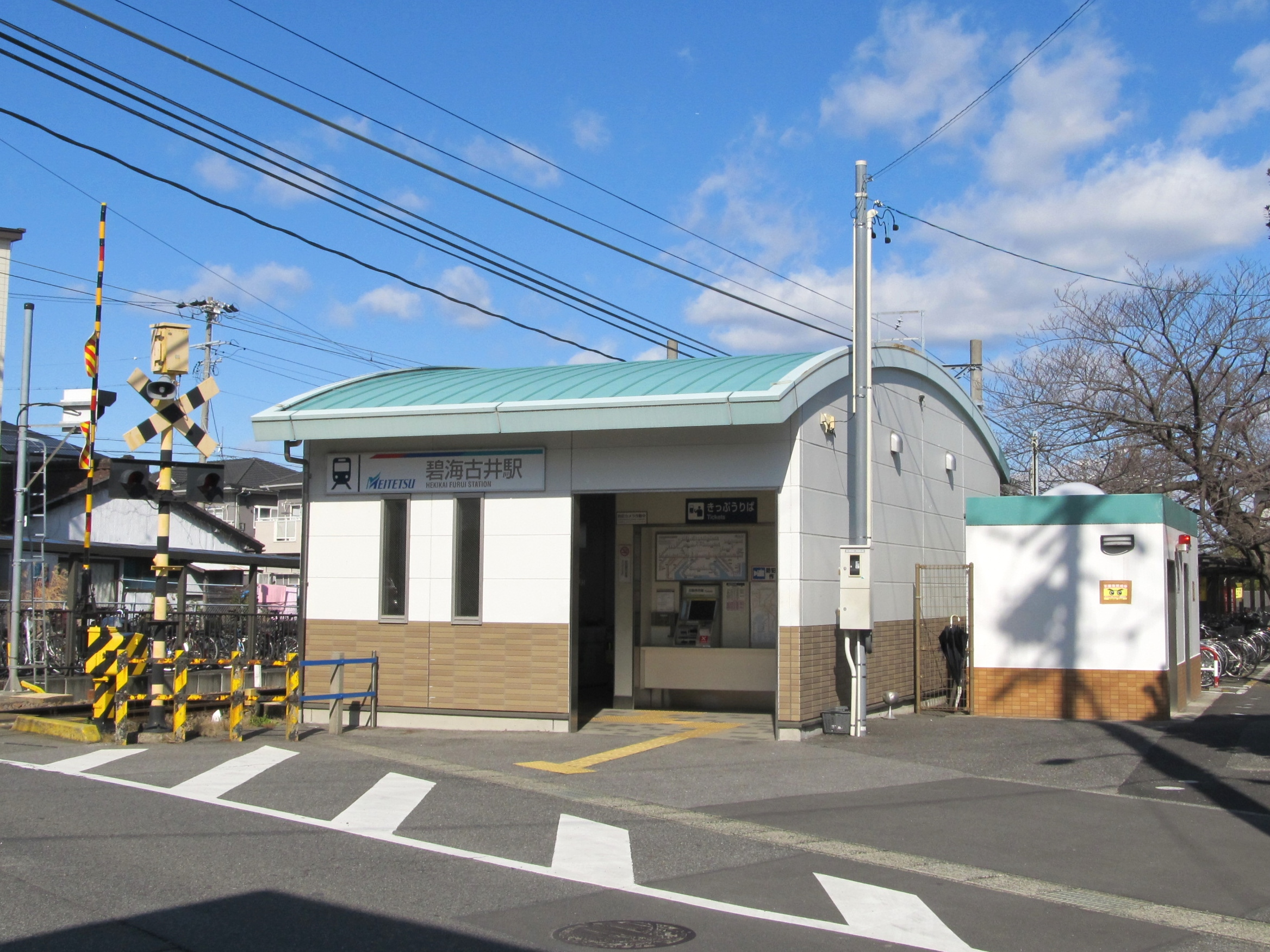
碧海古井車站
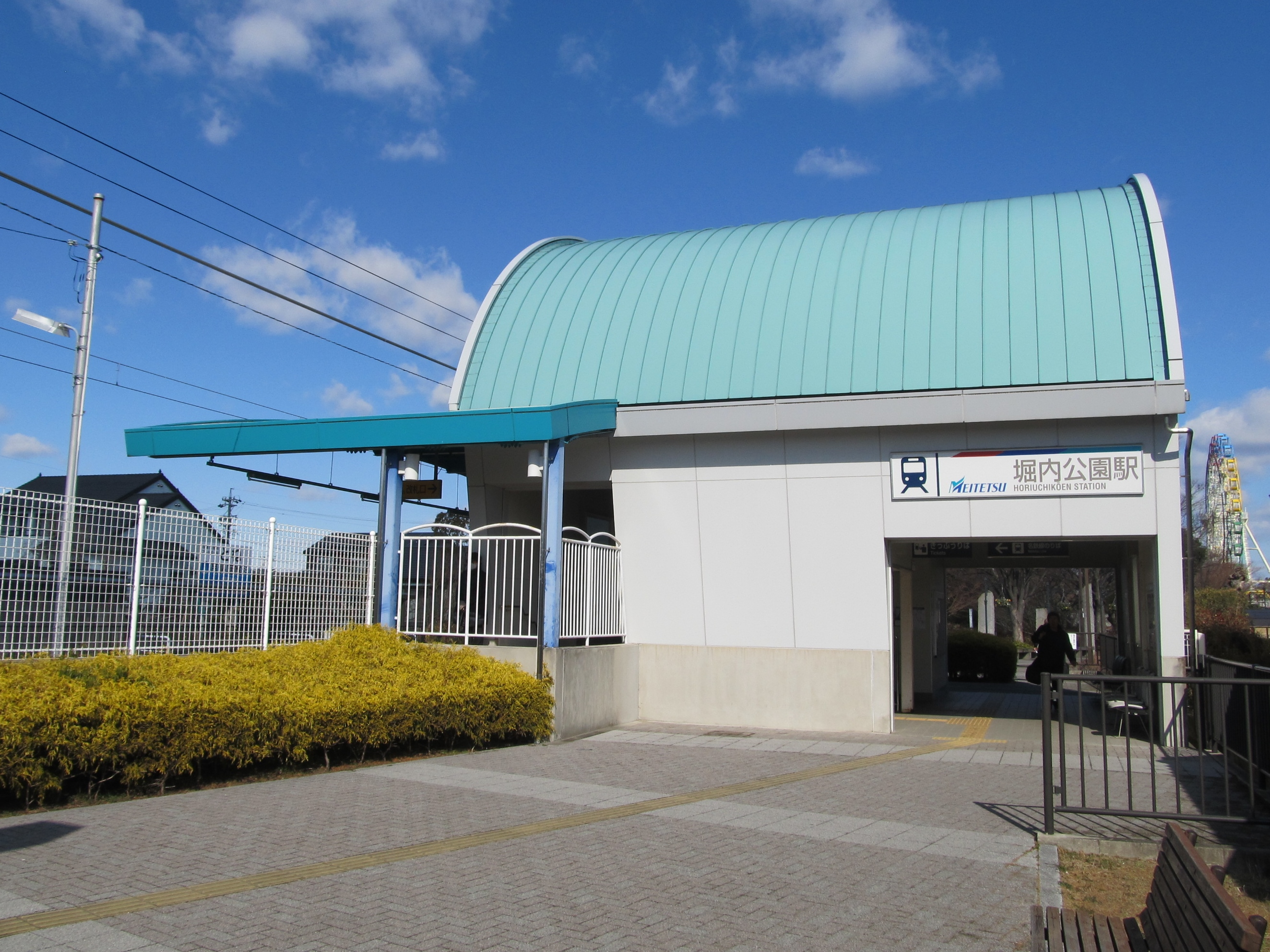
堀內公園車站
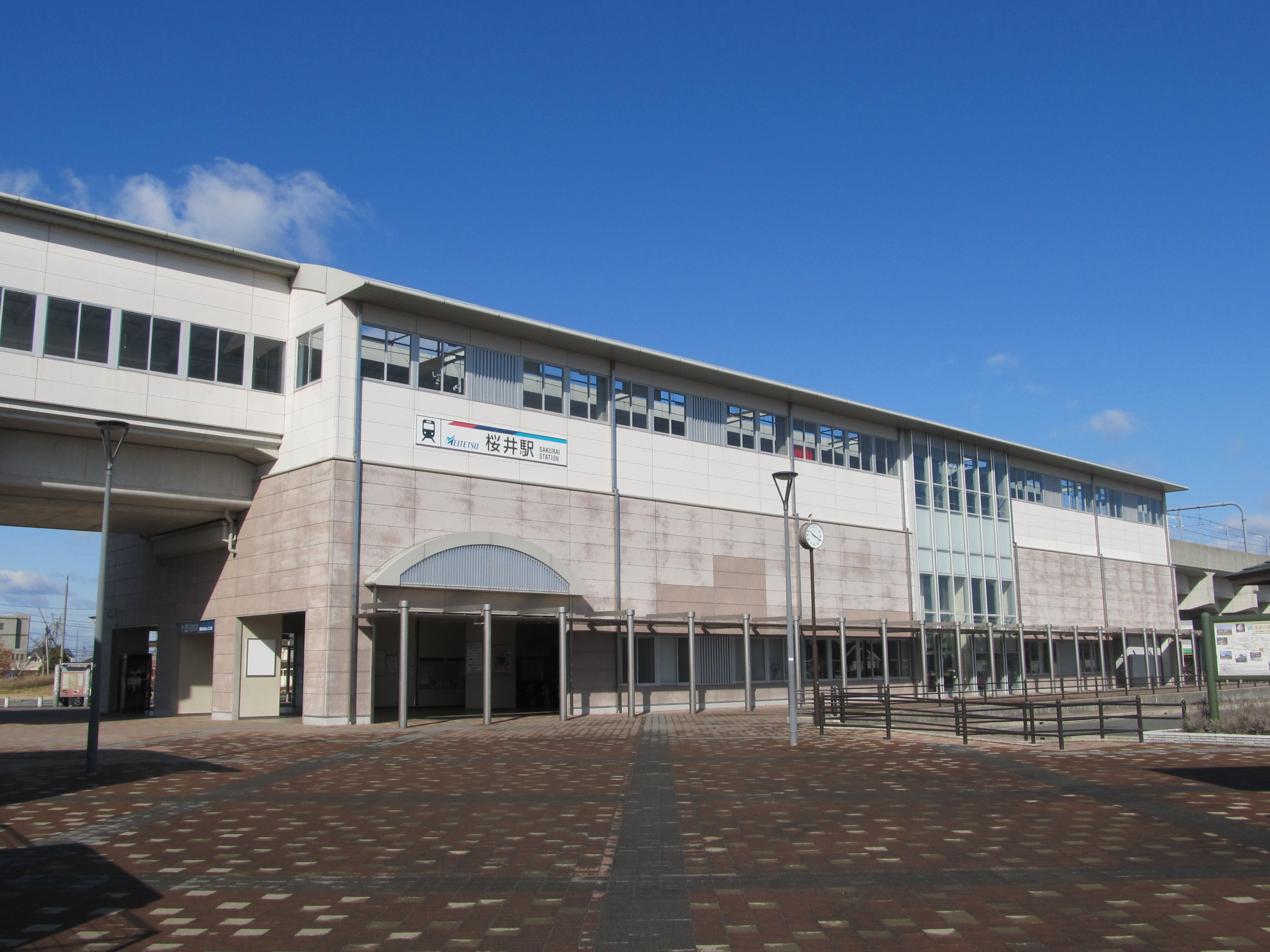
櫻井車站

## 觀光資源
由於17世紀建立德川幕府的德川家康出身於以安祥城為主要據點的「安祥松平氏」，同時，德川家康早期面臨危機三河一向一揆，其對手也是以此地的本證寺作為主要據點；因此安祥城及本證寺都是本地主要的觀光景點。安祥城雖然早在16世紀中期就已經廢棄不再使用，目前遺址已規劃為「安祥城址公園」，並設有安城市歴史博物館，展出關於安城週邊地區的歷史資料。
在南部與碧南市之間的油淵為面積64公頃的湖泊，為愛知縣唯一的天然湖沼，在湖畔有利用自然生態規劃設計的油淵水邊公園。
每年八月的第一個周末，以安城車站南口週邊的商店街為中心，會舉辦以大量竹飾為特色的安城七夕祭。

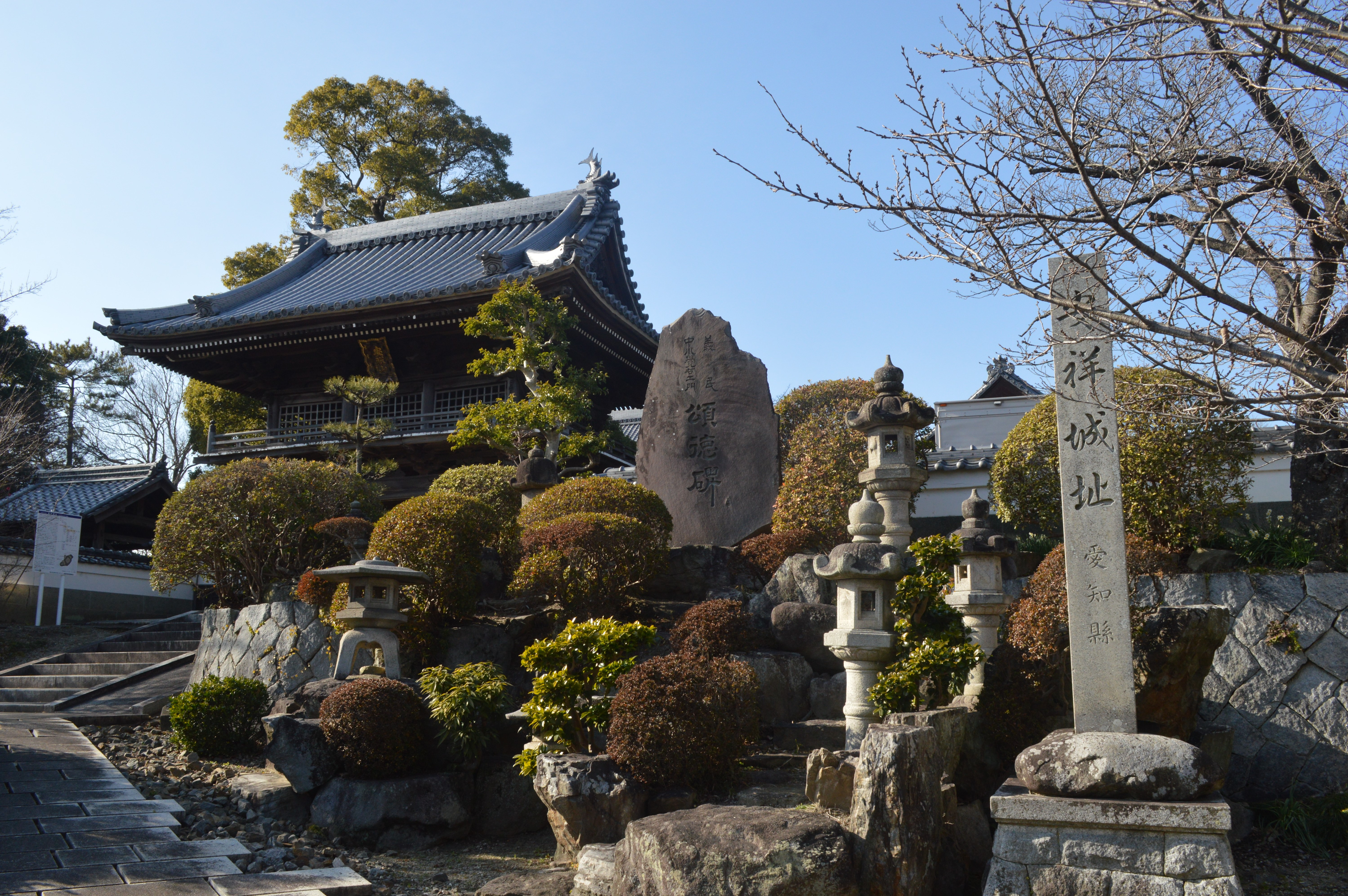
在安祥城遺址上建立的大乘寺
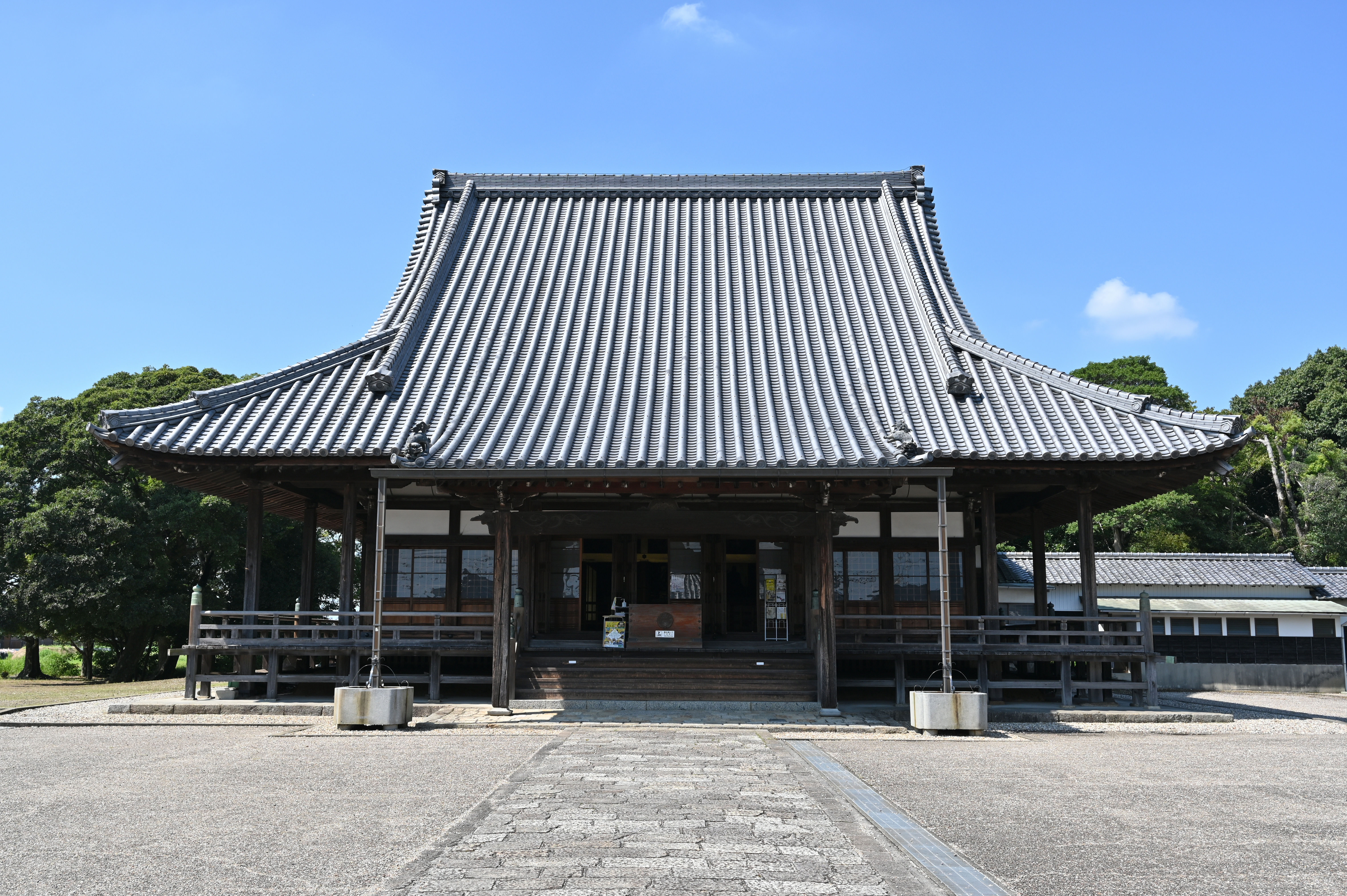
本證寺本堂
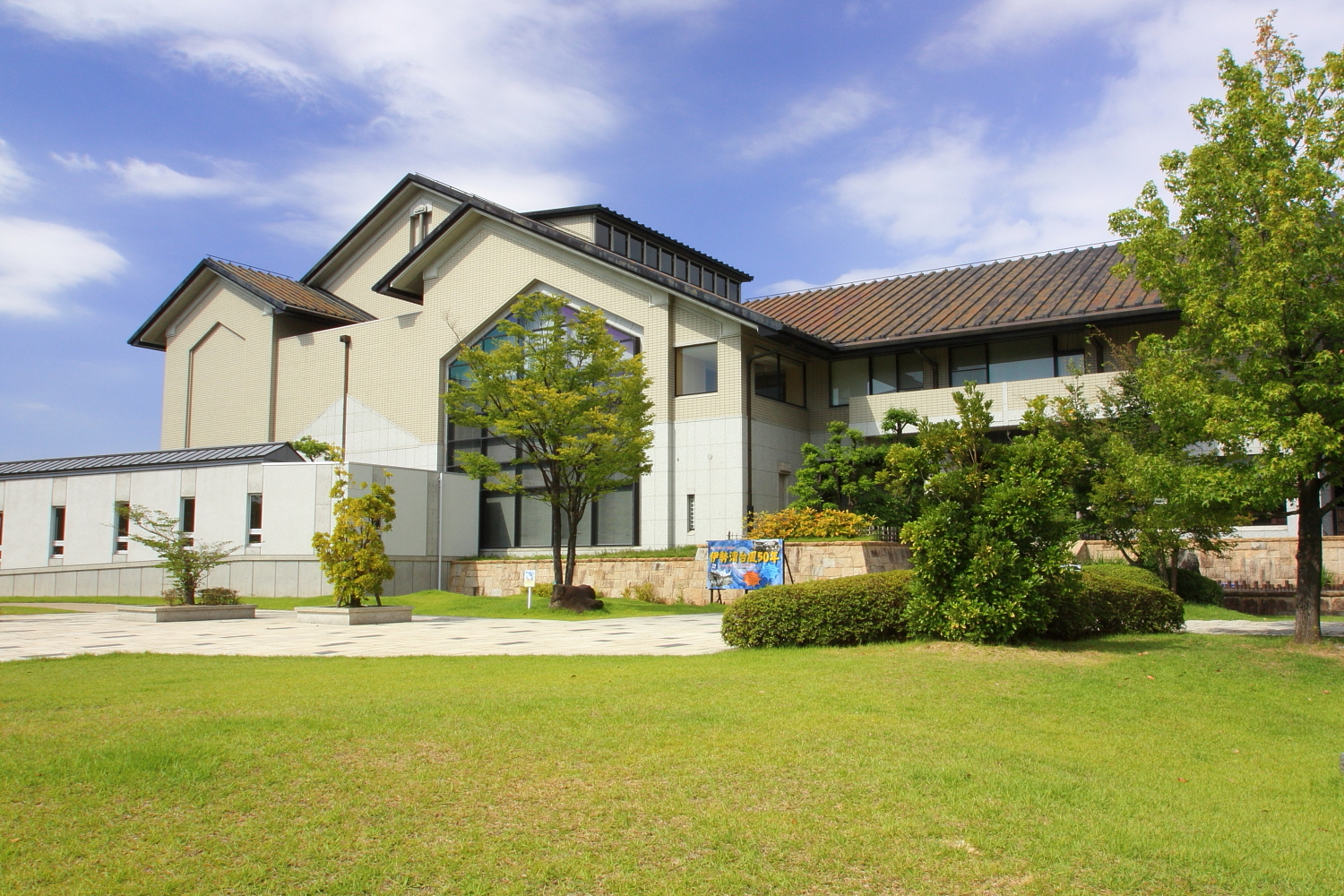
安城市歴史博物館
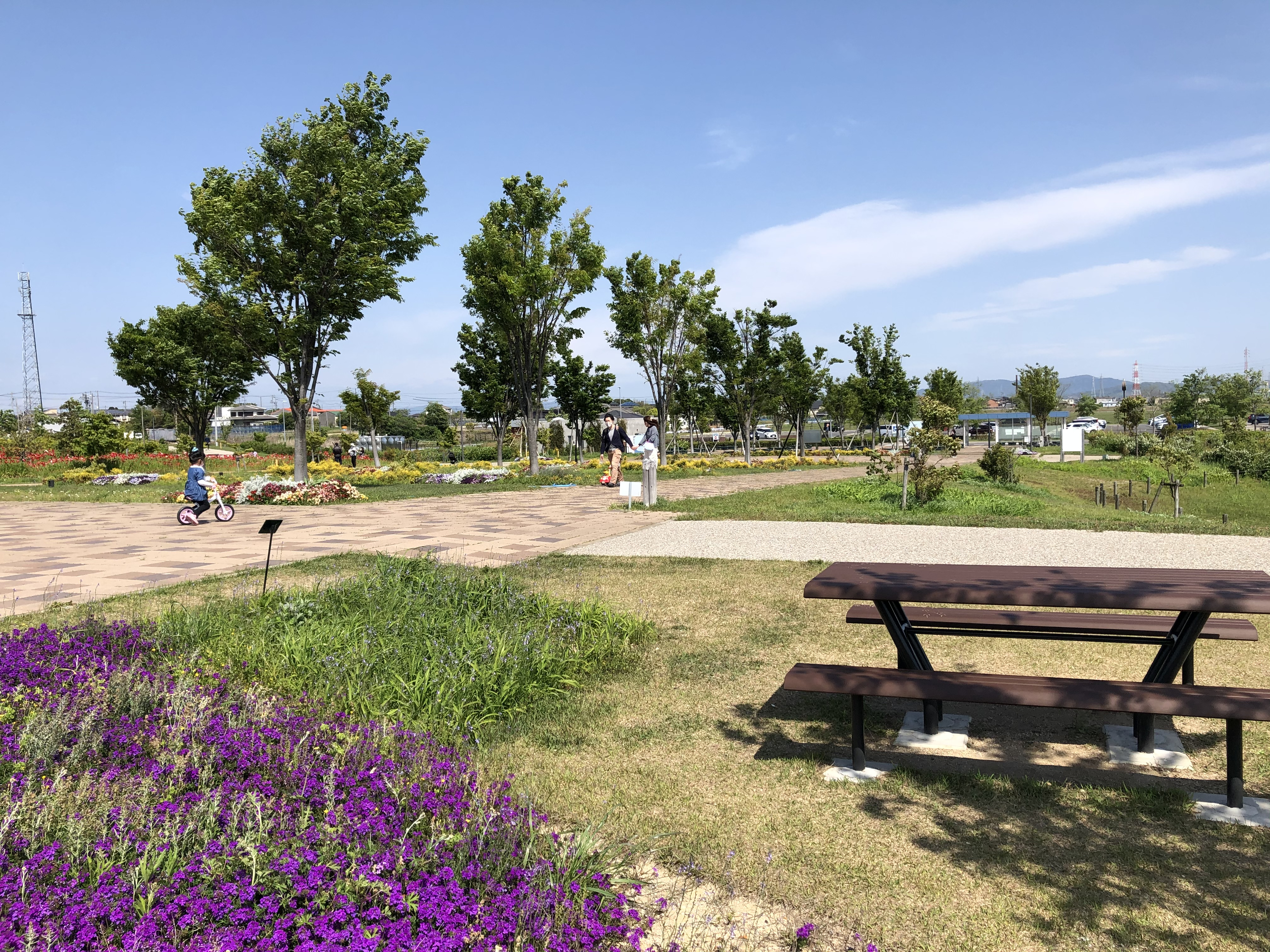
油淵水邊公園
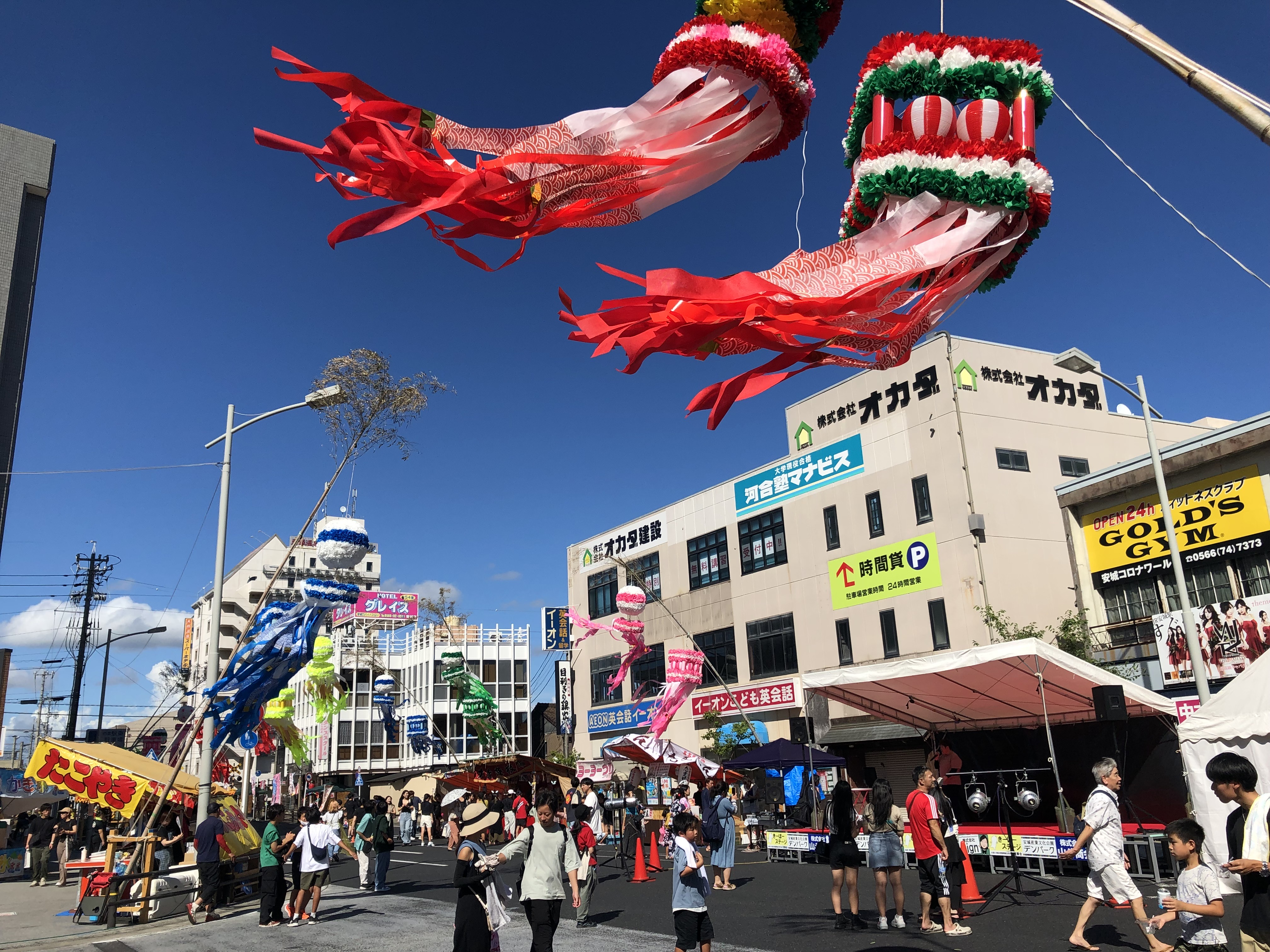
安城七夕祭
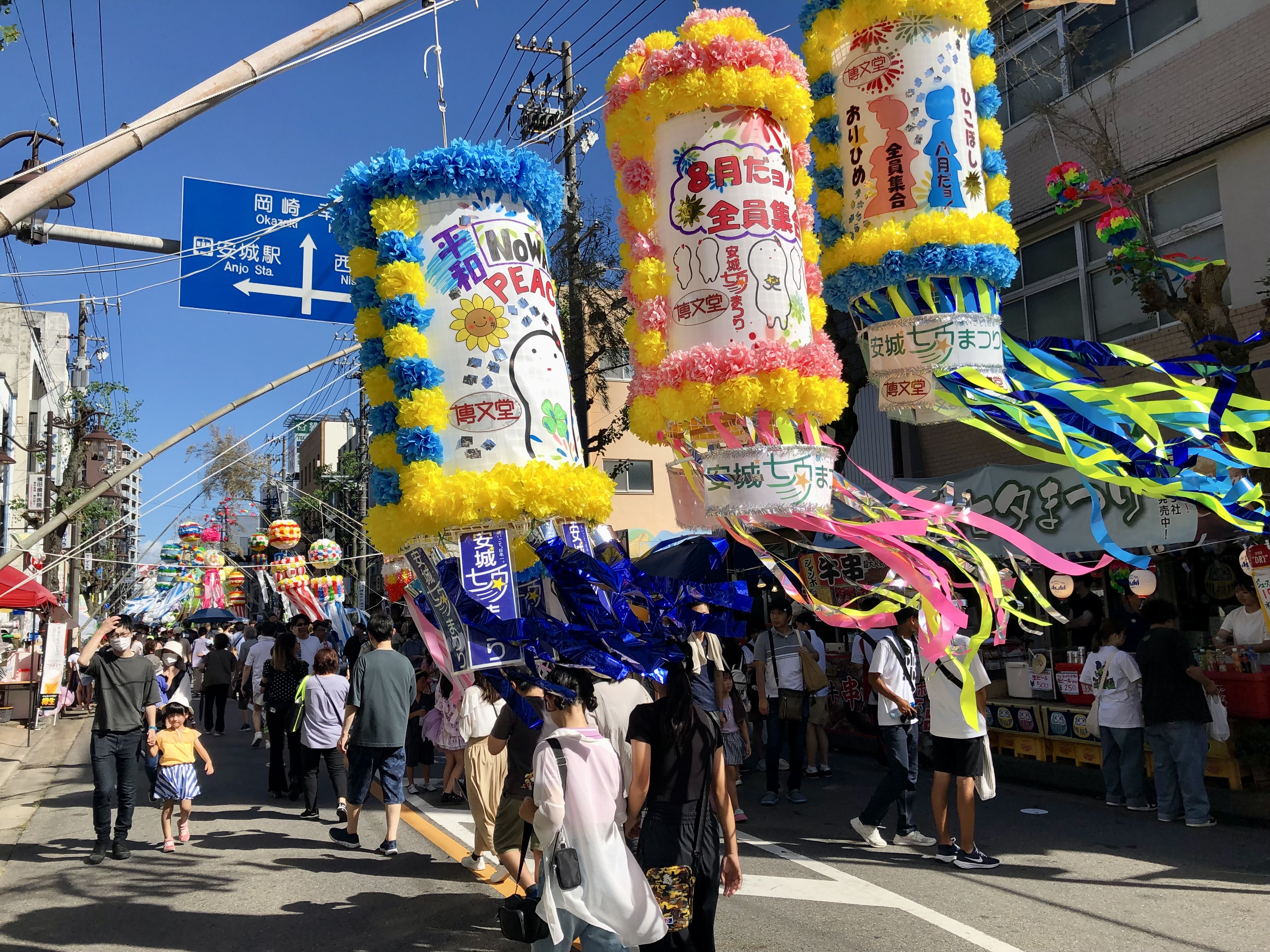
安城七夕祭

## 教育

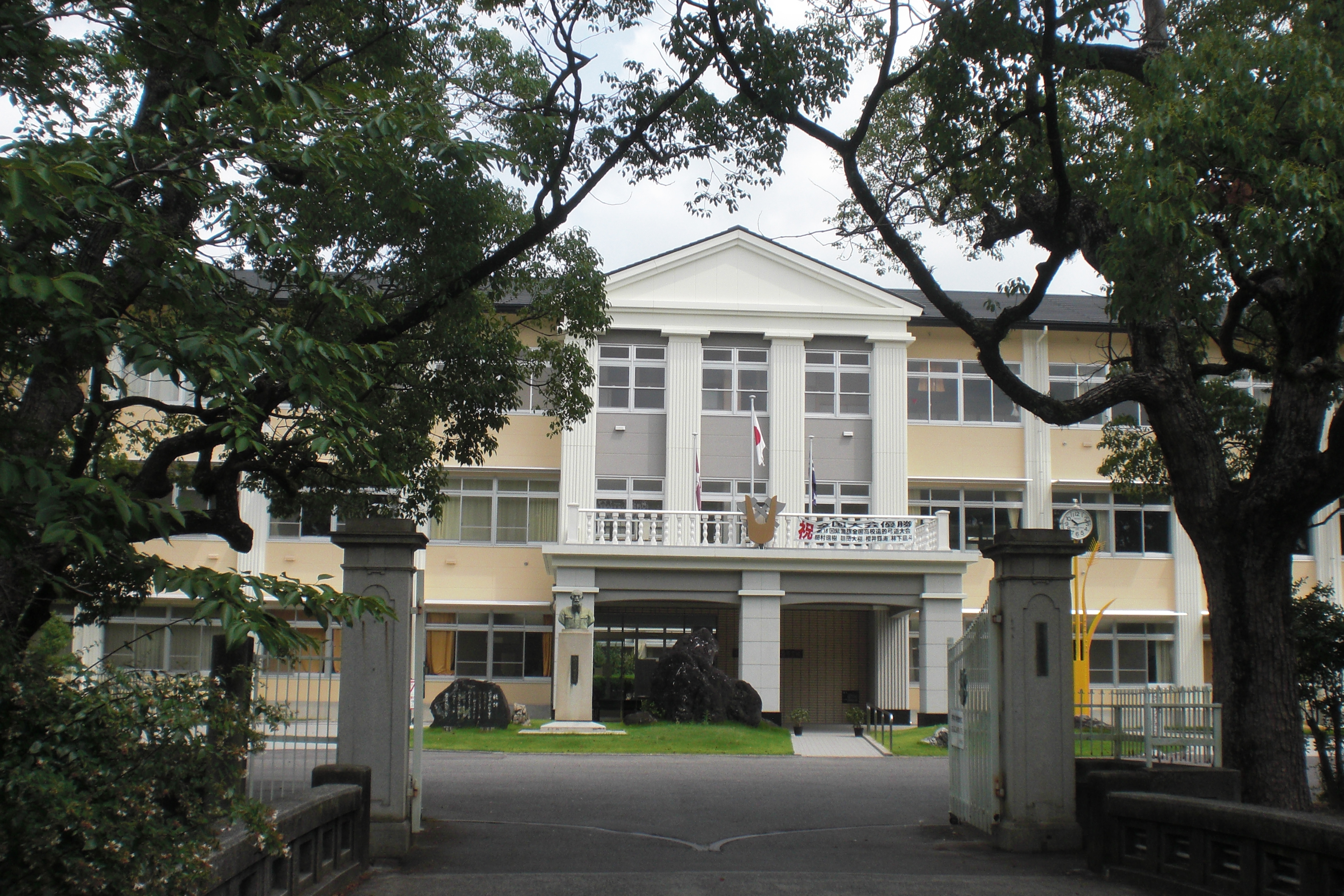
愛知縣立安城農林高等學

位於市中心北側的愛知縣立安城農林高等學校為成立於1901年，已有超過百年歷史的學校，最初名為「愛知縣立農林學校」，後更名為「愛知縣安城農林學校」；在二次大戰前曾與新潟縣的新潟縣立農林學校、靜岡縣的靜岡縣立中泉農學校和稱為「三大農學校」。為培養該校的教師人才，在1918年設立了「愛知縣農業補習學校教員養成所」，後來在1944年成為愛知青年師範學校，1949年隨著日本的學制改革成為愛知學藝大學的安城分校。此外，爱知学泉短期大学在1950年成立之初也曾設於現在的安城市內，名古屋大學的農學部也曾在此設立校區，但這些學校都隨著校區的整併，最終的撤離了安城市內的校區，至目前安城市內並無高等教育學校。

## 姊妹、友好城市

### 海外
- 杭亭頓海灘（美國加利福尼亞州橘郡）
兩地於1982年締結為姊妹城市。
- 霍布森灣市（英语：City of Hobsons Bay）（澳大利亞維多利亞州墨爾本大都會區）
兩地於1994年締結為姊妹城市。
- 科靈（丹麥南丹麦大区科靈市鎮）
兩地於2009年締結為姊妹城市。

### 日本
- 根羽村（長野縣）
兩地於1991年締結為姊妹城市。

## 外部連結
- （日語） 安城市宣傳的Facebook專頁
- （日語） 安城市政府的X（前Twitter）
- （日語） YouTube上的安城市頻道
- （日語） 安城市觀光協會 （页面存档备份，存于）